# Sołomija Wynnyk
Sołomija Dmytriwna Wynnyk (ukr. Соломія Дмитрівна Винник; ur. 27 listopada 2001) – ukraińska zapaśniczka walcząca w stylu wolnym. Zajęła piąte miejsce na mistrzostwach świata w 2021. 
Wicemistrzyni Europy w 2020; trzecia w 2024 i 2025. Piąta w Pucharze Świata w 2019. 
Mistrzyni Europy juniorów w 2021 i kadetów w 2018. Wygrała MŚ U-23 w 2023 i 2024, druga w 2021; trzecia w 2022. Pierwsza na ME U-23 w 2023; trzecia w 2021 i 2024 roku.
Siostra zapaśniczki Marii Wynnyk.